# Jaciment arqueològic de Ca l'Estrada
El jaciment arqueològic de Ca l'Estrada es troba al terme municipal de Canovelles (Vallès Oriental), declarat bé cultural d'interès local.
El jaciment es va localitzar durant les tasques de prospecció que es van dur a terme durant la construcció de la ronda nord de Granollers, al tram 2. Està situat en una plana al·luvial lleugerament inclinada cap al vessant del turó sobre el qual es troba. És una zona orogràfica que s'ha vist molt modificada pel torrent d'en Fangues, aquest curs fluvial ha estat documentat en diverses fases arqueològiques del jaciment. Hi ha documentats 5 fases cronològiques diferents que van des del Neolític Antic Cardial fins a l'Època Moderna.

## Descripció
El jaciment de Ca l'Estrada és un testimoni d'ocupació humana que ens demostra que la plana vallesana va estar ocupada des de fa més de 7.000 anys. Les primeres evidències del que es troben en aquest jaciment corresponen a l'etapa del Neolític Antic amb dues inhumacions. Trobem després al Neolític Mitjà inicial unes estructures de combustió de grans dimensions, una altra inhumació i unes estructures indeterminades que han provocat discussió en ser interpretades com a solera de cabana. Les estructures de combustió datades mitjançant C14 en el Neolític Final, juntament amb una estàtua-menhir i un recinte de fossats ha portat a interpretar aquest jaciment per alguns autors com un espai relacionat amb pràctiques cerimonials.

## Excavacions
La localització del jaciment (Ca l'Estrada 1) va ser al mes de setembre de l'any 2003 durant les prospeccions de les obres de la ronda nord de Granollers, en el tram 2. Al desembre del mateix any es van començar a fer treballs de delimitació del jaciment. Les excavacions es van fer en extensió fent divisions entre sis sectors diferents, els quals es van excavar en dos episodis temporals donada la primordialitat de la construcció de la ronda. Finalitzades les excavacions es va procedir a fer rases de comprovació per verificar l'exhauriment dels nivells arqueològics inferiors i per buscar possibles estructures prehistòriques.
El mes de novembre de 2015 es van iniciar les excavacions de Ca l'Estrada 2, al costat de la rotonda esmentada anteriorment, al lloc on s'ubicarà la nova escola de Canovelles. Aquesta excavació van acabar el mes de febrer de 2016, i han estat finalitzades en una nova campanya efectuada durant el mes de març de 2017. En aquest intervenció, realitzada sota la direcció de J.Roig (ARRAGO S.L.) s'han documentat més d'un centenar d'estructures entre les que se'n destaquen un agrupament de sitges d'època altmedieval, i una poblat o assentament del Neolític Mitjà Inicial.

## Troballes arqueològiques de Ca l'Estrada 1 (2003)

### Època prehistòrica

#### Inhumacions[4]
Es va documentar la inhumació d'un individu adult, les restes d'un segon adult, i les d'un tercer, infantil, que es localitzaren enterrats a més de 3 metres de profunditat. Amb la datació radiocarbònica es determina que estarien situats en moment del Neolític Antic Epicardial. Com a aixovar només es troba una làmina de sílex.

#### Estructures de combustió[5]
Es tractaria d'estructures de combustió de grans dimensions retallades en el sòl amb una planta rectangular amb els vèrtexs arrodonits. D'entre 25 i 30 centímetres de fondària, i arribant als 6 metres de llargada per 1,8 metres d'amplada. A la base s'hi troben restes de fustes i un nivell per sobre hi ha col·locades pedres en rengleres que acabarien d'omplir la cavitat. Les parets es troben en un estat rubefactat i les pedres i còdols mostren fractures per termoalteració, demostrant així l'acció del foc en aquestes estructures. Aquestes estructures es van datar amb metodologia radiocarbònica i se'ls hi va donar una cronologia del Neolític Final.

#### Fossats
Es van localitzar dues grans rases o canals de grans dimensions d'entre 70 i 90 centímetres d'amplada per entre 40 i 90 de profunditat. L'estructura era de parets laterals verticals que arribaven fins a la base de la cubeta.

#### Estàtua-menhir antropomorfa[6]
L'estàtua-menhir s'interpreta com una representació antropomorfa esquemàtica sobre un bloc de gres de 93 centímetres d'alçada. Apareixen gravats en baix relleu que fan intuir formes de mans i parts anatòmiques humanes, a més de línies i formes geomètriques en forma de creus que s'interpreten amb un sentit cultural. Es proposa una cronologia de 3.300-2200 per l'estàtua-menhir. Aquestes representacions es troben significativament per tot l'arc de la costa mediterrània occidental i hi ha diversos exemples com serien el grup estatuari de Saint-Pons/Rouergue (França), el del Languedoc (França), el de Córsega (França), el de Sardenya (Itàlia) o Lunigiana (Itàlia).

### Època romana
Es tracta d'una fase d'ocupació tardorepublicana en la qual es troben dos nivells constructius consecutius, amb molt poca diferència cronològica entre ells, els quals desenvolupen unes tasques econòmiques enfocades a l'explotació agrícola, però aquests tenen dos tipus de patró d'hàbitat diferenciats. En la primera fase es documenten un seguit de fosses i sitges, i en la fase posterior hi ha evidències de la construcció d'edificis de grans dimensions, part de la pavimentació d'un bastiment i restes de dos abocadors. La interpretació que es faria sobre la funció dels edificis grans a partir de les restes arqueològiques seria de tallers o d'espais de producció donades les seves característiques. Els investigadors proposen una datació d'entre primer quart del segle i aC fins al segon quart del mateix segle.
Existiria una reocupació romana, aquesta d'època tardoantiga, en la que la forquilla cronològica aniria del segle V fins al segle VIII dC, amb unes reiterades ocupacions del sòl. Les primeres evidències són restes d'estructures d'emmagatzematge en què es troben restes de ceràmiques locals. A més, també es troben altres materials com restes faunístiques, claus, fragments de vaixella de vidre, un ganivet de ferro i moltes restes d'escòria. A continuació es documenta una reorganització de la utilització del terreny enfocada cap a l'explotació agrícola. Algunes de les evidències són canals de rec i rescloses que formarien part del sistema d'irrigació dels camps de cultiu, o també que fos destinat a l'ús d'un molí.

### Època medieval
Les estructures més antigues es reconeixen com a altmedievals i serien aproximadament del segle X dC, i les més recents se situarien entre els segles XIII i XV dC. Es troben estructures negatives relacionades amb l'emmagatzematge, i també es relaciona amb uns forats de pal que podrien formar part d'una estructura més complexa de coberta.

## Troballes arqueològiques de Ca l'Estrada 2 (2015-2017)[7]

### Època prehistòrica

#### Inhumacions
S'han documentat dues inhumacions, ambdues pertanyents a individus adults de sexe masculí. La primera d'elles pertanyia a un individu adult dipositat en una fossa ovalada excavada al substrat geològic, i dipositat en posició fetal lateral. La segona tomba, de planta ovalada, presentava un individu masculí adult senil (+45), en posició fetal lateral i presentava les restes d'un ovella (Ovis Aries) dipositada com aixovar, així com un vas de ceràmica decorat amb cordons llisos en arc a l'alçada de les mans. Els estudis El C14 efectuat sobre els ossos dels esquelets ha proporcionat unes datacions dins del Neolític Mitjà Inicial.

#### Estructures indeterminades / Soleres de cabanes
Es tractaria de dues estructures, de planta circular i localitzades una al costat de l'altra. Presentaven un sol elaborat amb rierencs i pedres arrodonides, emmarcades per un cercles de pedres lleugerament més gran. El C14 ha proporcionat una datació dins del Neolític Mitjà Inicial. Els arqueòlegs que ho van excavar ho van interpretar com a dues soleres de cabana neolítiques, que haurien estat cobertes amb material perible, tal vegada troncs col·locats en forma cònica i falcats en les pedres més altes que envolten les estructures. Al voltant de les dues cabanes es van localitzar alguns forats de pal amb pedres de falca que podrien haver format part d'estructures de coberta auxiliars. Les cabanes es trobaven envoltades per diverses estructures de combustió tipus forn, de manera que els focs i els forns estarien a l'aire lliure, però molt a prop de les cabanes i per tant, la preparació d'aliments i altres activitats es realitzaria a l'exterior.

#### Estructures de combustió
Es tractaria de nou estructures de combustió excavades en el substrat geològic, de una planta circular, de més d'un metre de diàmetre i entre 40 i 70 centímetres de fondària. Al fons s'hi han documentat restes de troncs cremats, i per sobre d'aquests, un nivell amb pedres disposades planes que acabarien d'omplir la cavitat. Les parets es troben en un estat rubefactat i les pedres i còdols mostren fractures per termoalteració, demostrant així l'acció del foc en aquestes estructures. S'interpreten com a forns domèstics per a cuinar, del tipus conegut com a "forn polinesi". El C14 ha proporcionat una datació dins del Neolític Mitjà Inicial.

#### Paleocanals
S'han localitzat dos grans paleocanals, de grans dimensions, entre 12 i 18 metres d'amplada i entre 70 i 90 de profunditat. L'estructura presenta una secció en V, i s'hi han documentat diferents abocades de materials domèstics, amb ceràmica, fauna i sílex procedents del poblat. El C14 ha proporcionat una datació dins del Neolític Mitjà Inicial.

### Època romana - Antiguitat tardana
D'aquest període s'ha documentat un paleocanal reblert amb diferents capes de rierades, entre les quals s'hi han documentat diferents materials romans d'època republicana i imperial. Els materials més tardans documentats en el rebliment del paleocanal són les ceràmiques de cuina elaborades al torn i datables d'època visigoda (s.VI-VII).

### Època medieval
Es tracta de sis sitges altmedievals datades entre els segles X-XI dC.